# Томас Мур
Томас Мур (28. мај 1779 — 25. фебруар 1852) био је ирски писац, песник и текстописац, славан због својих Ирских мелодија. Њихово постављање стихова на енглеском језику на старе ирске мелодије означило је прелазак у популарној ирској култури са ирског на енглески. Политички, Мур је у Енглеској био признат као новинар, или "сквиб", писац за аристократске виговце; у Ирској је сматран католичким патриотом.

## Биографија
Томас Мур је рођен 28. маја 1779. године у Даблину у Ирској у католичкој породици. Његов отац, Џон Мур, био је успјешан обућар и перспективан столар. Његова мајка, Анастасија, рођена Код, гајила је у њему склоност умјетности као и храброст да се бори против дискриминације са којом су се суочавали католици у Ирској.
Родио се као најстаријии од троје дјеце својих родитеља. Имао је и двије млађе сестре, Кејт и Елен. Као дјечак показао је интересовање за музику и глуму, често је наступао у мјузиклима са пријатељима, надајући се да ће једног дана постати глумац.
Мур је започео своје формално образовање у приватној класичној енглеској школи коју је водио Т. С. Малоне. Касније 1786. уписао се у угледну гимназију коју је водио Семјуел Вајт. Овде је научио да говори са енглеским акцентом, што је пракса коју је наставио до краја живота.
Ожењен протестантском глумицом Елизабет Дајк и слављен и као „Анакреонт Мур“ по класичном грчком композитору пјесама за пиће и еротским стиховима, Мур није исповједао верску побожност. Ипак, у контроверзама које су окруживале Католичку еманципацију, Мур је виђен како брани традицију Римокатоличке цркве у Ирској и од евангелизујућих протестаната и од бескомпромисних лаика.Ожењен протестантском глумицом и слављен као " Анакреонт Мур" по класичном грчком композитору пјесама о пићу и еротским стиховима, Мур није исповједао вјерску побожност. Ипак, у контроверзама које су окруживале католичку еманципацију, Мур је виђен како брани традицију Цркве у Ирској и од евангелизујућих протестаната и од бескомпромисних католика лаика. Дужа прозна дела откривају радикалније симпатије. Живот и смрт лорда Едварда Фицџералда приказује уједињеног ирског лидера као мученика у циљу демократских реформи. Допуњујући Замак Рацкрент Марије Еџвортс, Мемоари Капетана Рока  су сага, не о англо-ирским земљопоседницима, већ о њиховим исцрпљеним станарима који су доведени до полу-устанка „белог дјечака“.
Данас се Томас Мур памти или по својим Ирским мелодијама (највишће по "Дечак са менаџера" и " Последња љетња ружа ") или, мање великодушно, по улози за коју се сматра да је играо у губитку мемоара свог пријатеља Лорда Бајрона.

## Дела
- „Писмо римокатолицима из Даблина“ (1810)[6]
- Породица Фаџ у Паризу (1818)[7]
- Мемоари капетана Рока (1824)[8]
- Мемоари о животу Ричарда Бринслија Шеридана (2 свеска) (1825)[9]
- Епикурејац, прича (29. јун 1827.)[10]
- „Писма и часописи Лорда Бајрона, са обавјештењима о његовом животу“ (2 свеска) (1830, 1831) [11]
- „Живот и смрт Лорда Едварда Фицџералда“ (1831)[12]
- Путовања ирског господина у потрази за религијом (2 свеска) (1833)[13]
- Породица Фаџ у Енглеској (1835)
- Историја Ирске (том 1) (1835)
- Историја Ирске (том 2) (1837)
- Историја Ирске (том 3) (1840)
- Историја Ирске (том 4) (1846)